# Bortermelés az Odesszai területen

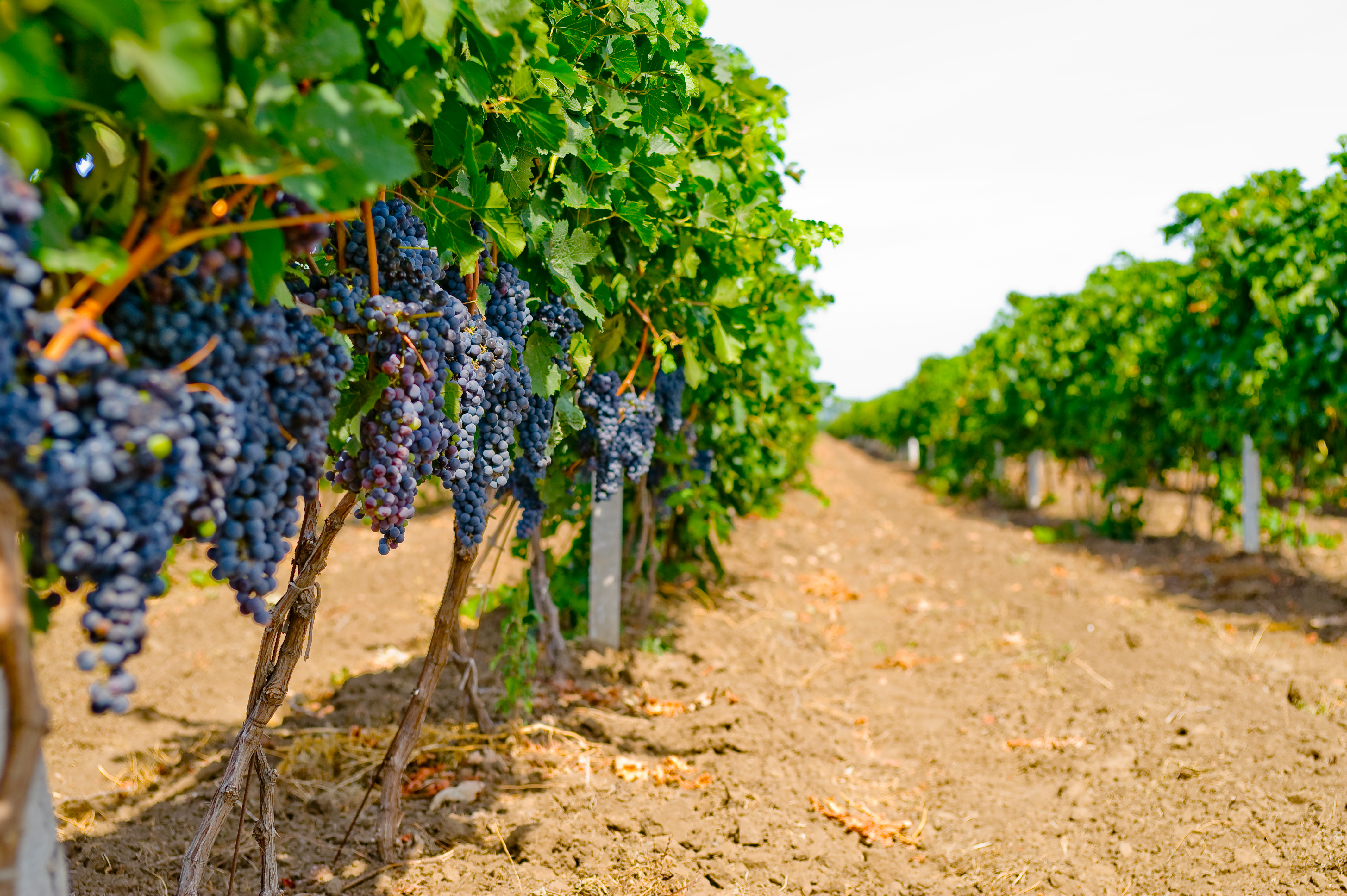
Szőlőültetvény Shaboban

Az Odesszai terület Ukrajna legnagyobb bortermő régiója. 2018-ban az odescsinai bortermelő területe 26,29 ezer hektárt tett ki, ami Ukrajna teljes szőlőültetvényeinek 60,44%-a. A régió a Fekete-tenger északnyugati partvidékének kedvező klímájában fekszik, a Duna torkolatától a Tilihul torkolatáig. A 2015-ös adatok szerint a 26 körzetből 13-ban folyik szőlőtermelés (Ukrajna korábbi közigazgatási-területi felosztása szerint). A mezőgazdasági vállalkozások 2018-ban 2 966 984,57 mázsa szőlőt termeltek. A 2016. október 5-én a gazdasági tevékenység típusok hivatalos besorolása szerint a szőlőbor előállítását 4 vállalkozó és 152 jogi személy, valamint 55 magánvállalkozás és 528 jogi személy foglalkozik szőlőtermesztéssel. 2018-ban a borászati termékek előállításának legnagyobb része szőlőmust − 57,88%, a második helyen − a legfeljebb 15% - 24,08% -os tényleges alkoholkoncentrációjú bor áll. A régió harmadik helyén a friss szőlőből készült habzóbor készítés áll, 10,77%-kal. A régióhoz tartozik a Fekete-tenger és a Besszarábiai borvidék. Az Odesszai terület borkészítésének története az ókorba nyúlik vissza.

## Történelem
A térség helyi lakosai már a Fekete-tenger térségének görög gyarmatosítása előtt is folytatták a borkészítést. A mesterség azonban az ókorban a görög gyarmatosítás során terjedt el jobban. A terület egészen a kr.e. 2. század közepéig a görögök befolyása alatt állt.
Miután Traianus császár 105–106-ban legyőzte a dákokat és létrejött Dacia provincia, a rómaiak hatással voltak ezekre a vidékekre, akik aktívan gyarmatosították ezt a vidéket. A római légiók 271-es délre vonulása után a területen maradt a telepesek egy része, akik a szőlőfajták nemesítésének és borkészítési módszereinek tapasztalatait adták át az őslakosságnak. A szőlő sikeres akklimatizációja az északi fekete-tengeri régió gazdaságainak technológiai forradalmával függ össze.
A késő újkor első írásos említése Sztefan Hmeleckij vajda levele, aki egy szőlőültetvényt ajándékozott Nikoa Varzar és testvére, Theodore (1600-1625) családjának. Van feljegyzés bizonyos Szkendróról, aki saját bort szállíttatott Moszkvába 1790-től.
Ocsakov 1788-as elfoglalása után Patyomkin herceg szőlőültetvényekkel látta el a telepeseket és az ukránokat Sloboziában, Jászvásárban, Biliaivkában és Ovidiopolban. Az Odesszai terület mai területe szinte egészben felölelte az Ananyiv, Odessza, Izmajil, Bilhorod-Dnyisztrovszkij és Balta körzeteket.

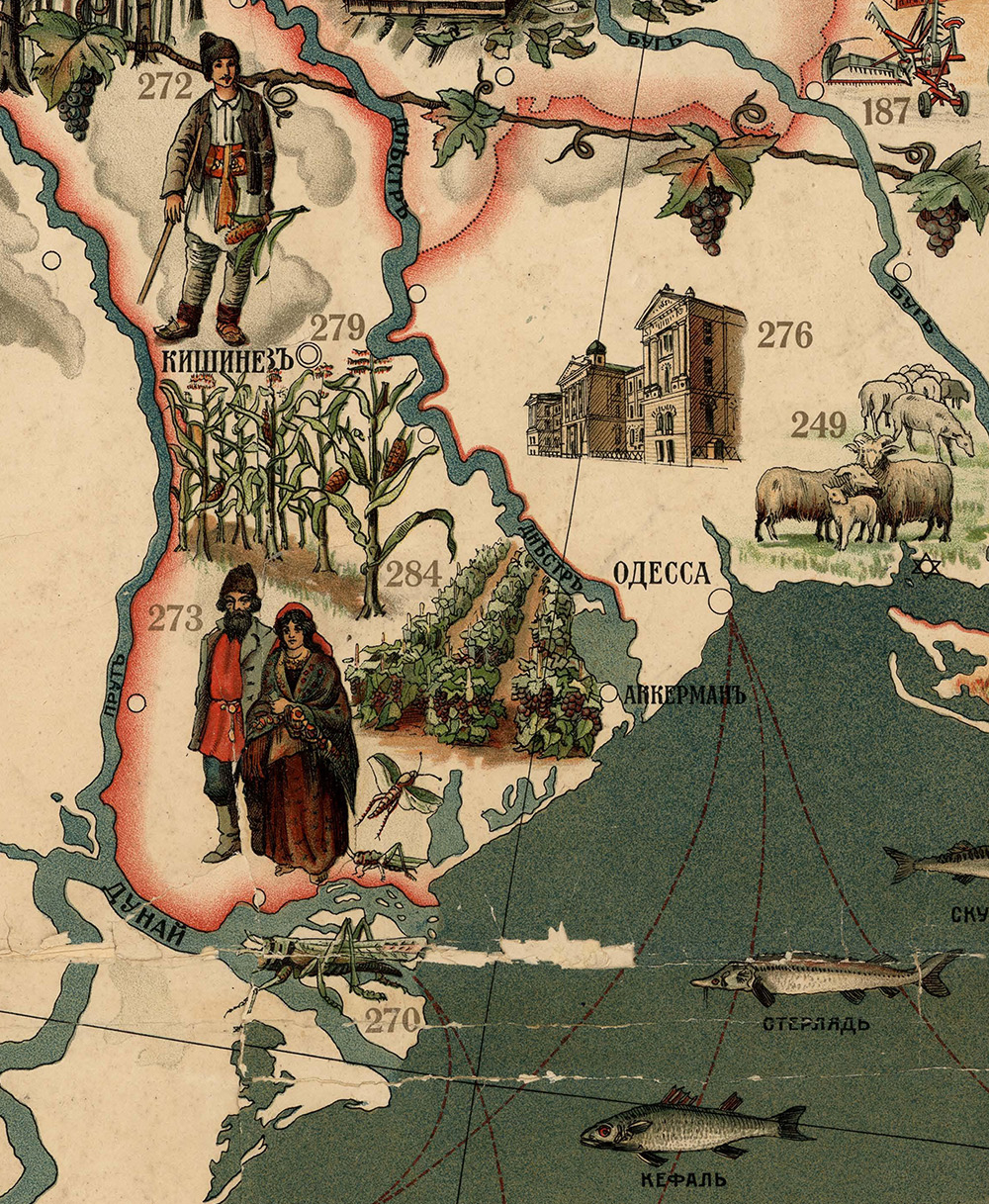
Az Odesszai terület térképe 1896-ból

A 19. században számos nemzetiség képviselője telepedett le Odesszában, ami hozzájárult a borászat elterjedéséhez a térségben. Így Izmailtól és Kilijától a Dnyeszter torkolatáig elterjedtek az örmény települések. A bolgárok a közelben alapították falvaikat, ide érkeztek az első német telepesek a Varsói Hercegségből, majd Württembergből és Elzászból. A görög szabadságharc arra késztette a Trákiából és a görög szigetvilágból érkező menekülteket, hogy új területekre költözzenek. Izmailban, Reniben és Bilhorod-Dnyisztrovszkijban telepedtek le. Ukrajnából (Podólia) ukránok és moldovaiak, Francia Svájcból pedig tanult földművesek vándoroltak be. Mindez miatt kapta a régi a „az Óvilág Amerikája” nevet.
Az első odesszai szőlőültetvényt „kertészet és borkészítés céljából” 1798-ban alapította a görög zászlóalj nyugalmazott őrnagya a Moldavankán, a Vogyana balka mellett. A vesszőket Akkermanból hozták, de nem mindegyik gyökerezett, és a szőlőt Franciaországból és Spanyolországból szállították. Itt dugaszolták le az első hordó kultúrbort.
1809-ben Richelieu herceg igazi faültetvényeket alapított ezen a helyen, amelyet ma Gyukivszkij parknak hívnak.
Ivan Rubo odesszai kereskedő 250 000 tő szőlőt ültetett el, és 130 000 francia vesszővel ültettetett faiskolát száz hektáros földjén a tiraspoli traktus közelében. Az odesszai városi hatóságok statisztikái szerint csak Odesszában 1807-ben 8, 1812–1818 között 54, 1827-ben pedig már 162 szőlőültetvény területe haladta meg a 10 gyeszatyinát (≈11 hektárt). Ugyanezen 1860-as statisztika szerint Odessza 32 ezer vödör bort termelt, a telepesek és állami parasztok egyenként több mint 40 ezer vödört, a földbirtokosok pedig körülbelül 5 ezer vödört (1 orosz vödör ≈13 liter) .
Az 1820–1850-es éveket az odesszai szőlőtermő terület gyors növekedése, majd 1890-ig csökkenése, majd 1913-ig növekedése jellemzi. 1885-től 1910-ig voltak a legtermékenyebb évek a régió borászatában, amelyet ma az Odesszai területnek hívnak. A szőlőültetvények területe 7 ezer hektárra nőtt. Évente hozzávetőleg egymillió pud bort importáltak magába Odesszába, főként besszarábiai bort Bilhorod-Dnyisztrovszkijból, és csak egyharmadát a Krímből és a Kaukázusból.

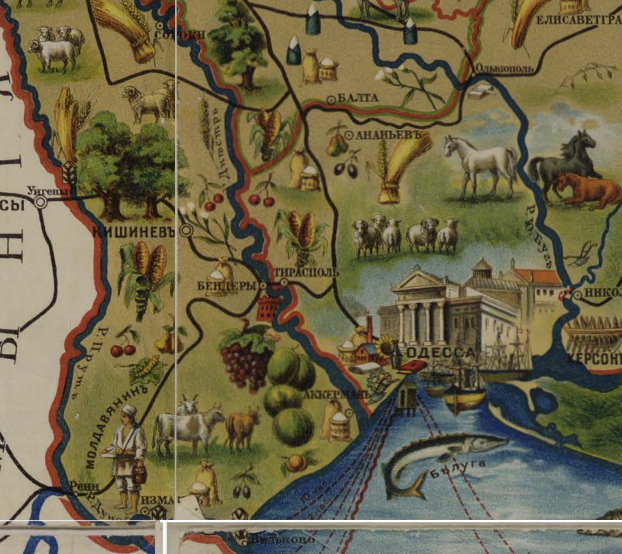
A terület vizuális térképe, 1903

Az importok kicsik voltak, 20 000 pud volt egy fakonténerben. Vannak erős borok: marsala, madeira, sherry és akár 40 000 palack pezsgő. 600-700 ezer pudot exportáltak az Orosz Birodalom különböző városaiba a kikötőn keresztül és vasúton. Voltak a Nuvo, a Sinadino, a Rosenblatt, a Bernstein, a Guinand, a Bolgarov, a Syrogos, a Fischer, a Rabinovich társaságok, valamint a Pincészet Társaság (1 300 000 rubel vagyonnal) és a Roederer (500 000 rubel vagyonnal) gyárai.
Az első világháború és az 1917-es orosz forradalom kezdete után az ültetvények tömegesen elpusztultak, de a húszas évek közepétől, az új gazdaságpolitika – a NEP – segítségével, a borászat részben helyreállt, és így is maradt egészen 1936-ig. 1931-ben az Ukrán SZSZK Földművelésügyi Népbiztossága a Szuhij limánnál található V. Tajirovról elnevezett pincészetet a Szőlészeti és Borászati Intézetnek átadta.
A második világháború és a kollektivizálás után ismét visszaesett a termelés. Viszont az 1950-es évektől kezdve egészen a hetvenes évek végéig újra megindult a borászat felemelkedése.
Az Odesszai terület borászatának rohamos fejlődésének új időszaka az 1960-as években következett be: akkor szőlőültetvények területe majdnem megegyezett a moldovai és az Odesszovhozvintreszt területével, amely 26 borászati állami gazdaságot és 13 pincészetet egyesített, és annyi terméket termelt, mint amennyit a Krími egyesületek. Az 1980-as éveinek végén az Odesszai területen 3,2 millió liter bort, és több mint 10 millió üveg pezsgőt állítottak elő.
Az Odesszai területen a szőlőtermesztés 1981–1985-ben érte el a legnagyobb fejlődést: 18 500 hektár új szőlőültetvényt telepítettek. A szőlőültetvények a régió mezőgazdasági területeinek 2%-át foglalták el, ugyanakkor a pénzbevételek 15%-át és a növényi termékek értékesítéséből származó nyereség majdnem 25%-át adták.
A peresztrojka alkoholtilalma a szőlőültetvények tömeges kiirtásához vezetett. Közgazdászok számításai szerint 1985–1990-ben az Odesszai terület csaknem 1 milliárd dollárt veszített a szőlő- és bortermelő komplexumban. Az elmúlt harminc évben a szőlőültetvények területe több mint 2,5-szeresére csökkent. A bruttó forgalom is 2,2-szeresére csökkent. Az elmúlt harminc évben több mint 50 000 hektár szőlőültetvényt irtottak ki.

## Galéria

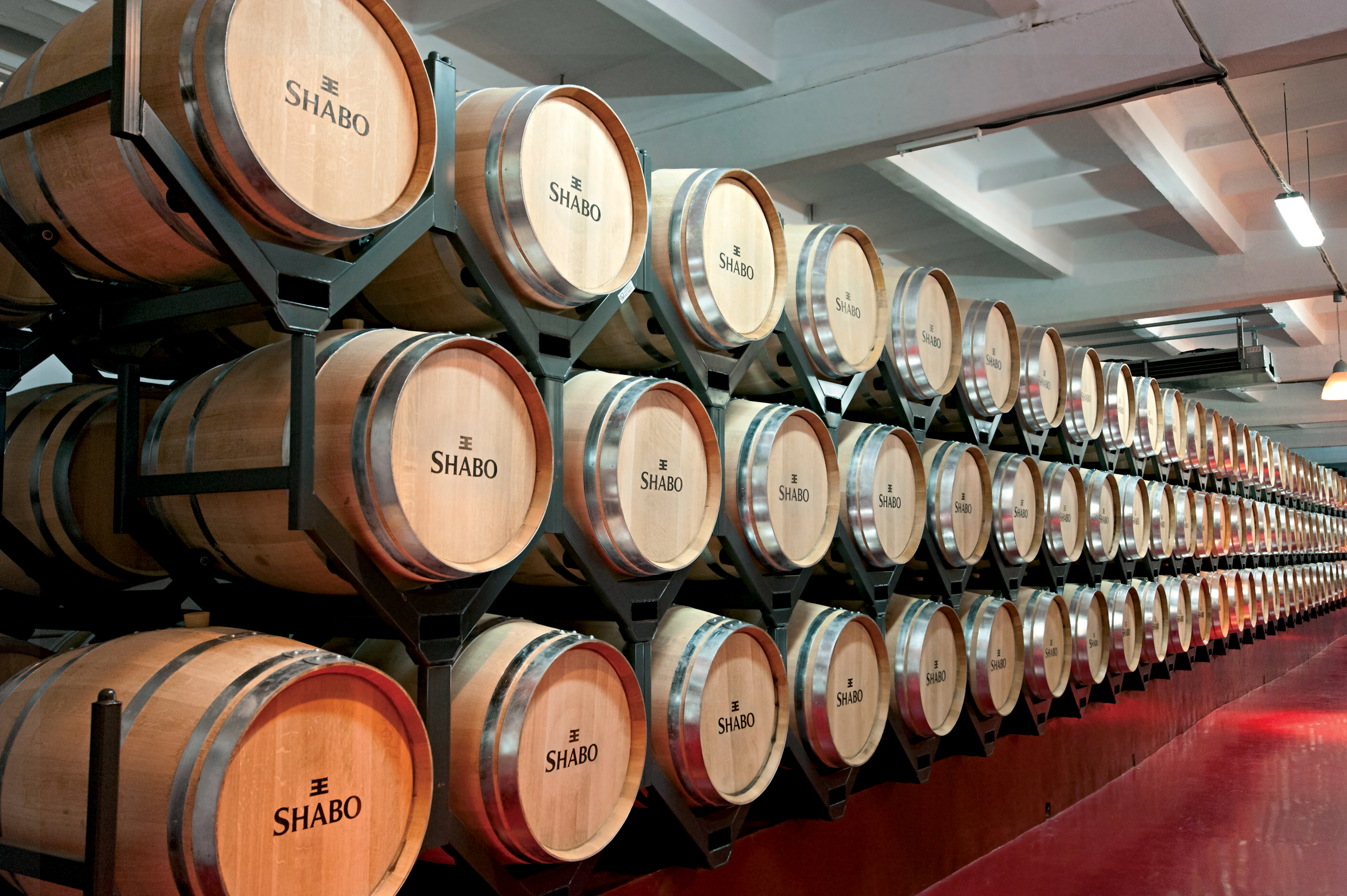
Borpince Shaboban
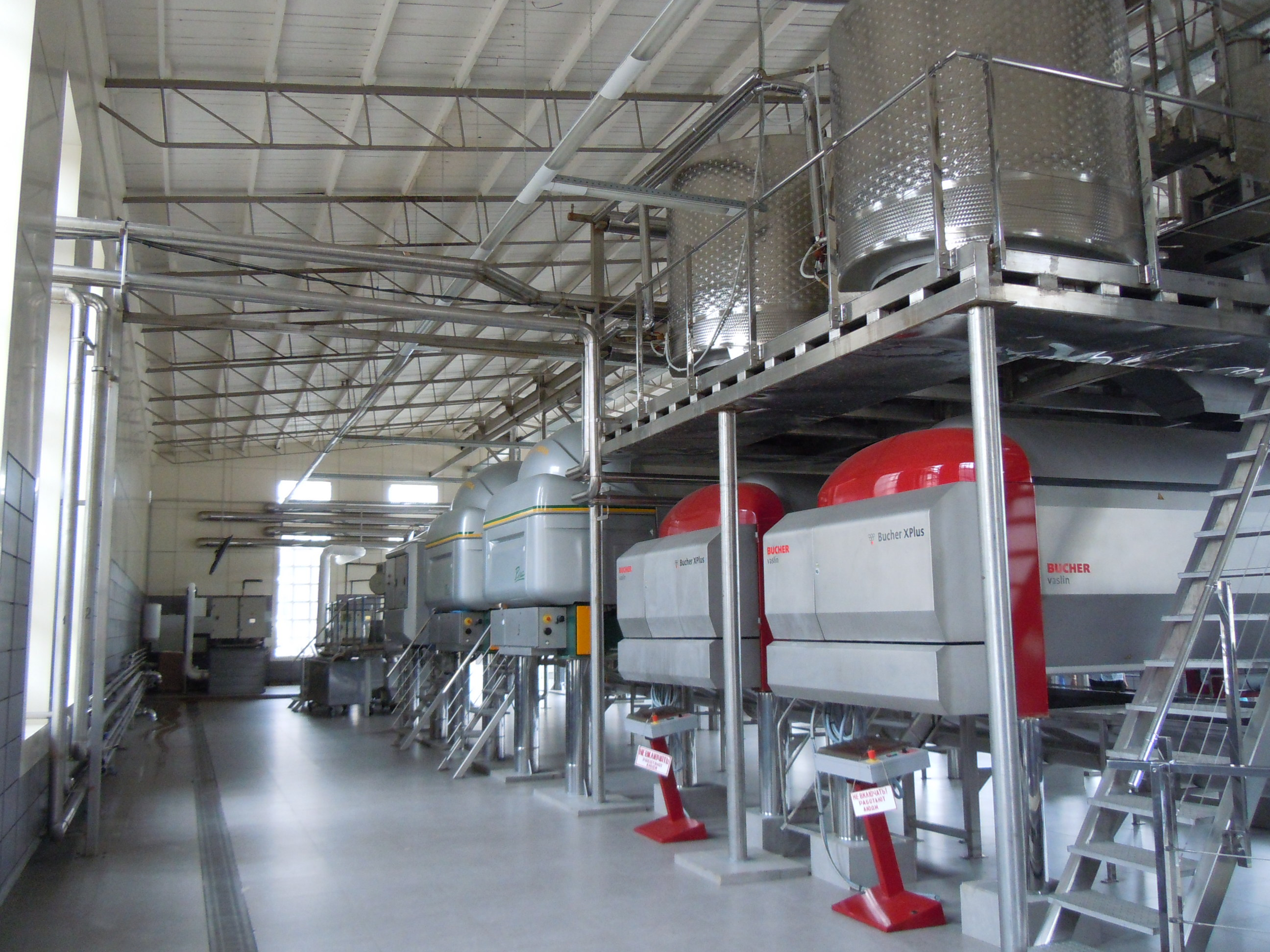
Borkultúra center, Shabo

## Fordítás
Ez a szócikk részben vagy egészben  a   Wine production in Odesa Oblast című angol Wikipédia-szócikk ezen változatának fordításán alapul.  Az eredeti cikk szerkesztőit annak laptörténete sorolja fel. Ez a jelzés csupán a megfogalmazás eredetét és a szerzői jogokat jelzi, nem szolgál a cikkben szereplő információk forrásmegjelöléseként.